# Budynki w zespole dawnej kopalni Preussen
Budynki w zespole dawnej kopalni Preussen – budynki nadszybia szybu wentylacyjnego i maszyny wyciągowej z 1908 roku, w Bytomiu, wpisane do rejestru zabytków nieruchomych województwa śląskiego.
Zabytkowe budynki wentylacyjnego szybu Zachodniego wybudowane w stylu historyzmu należały do zlikwidowanej kopalni węgla kamiennego Miechowice w Bytomiu.

## Historia

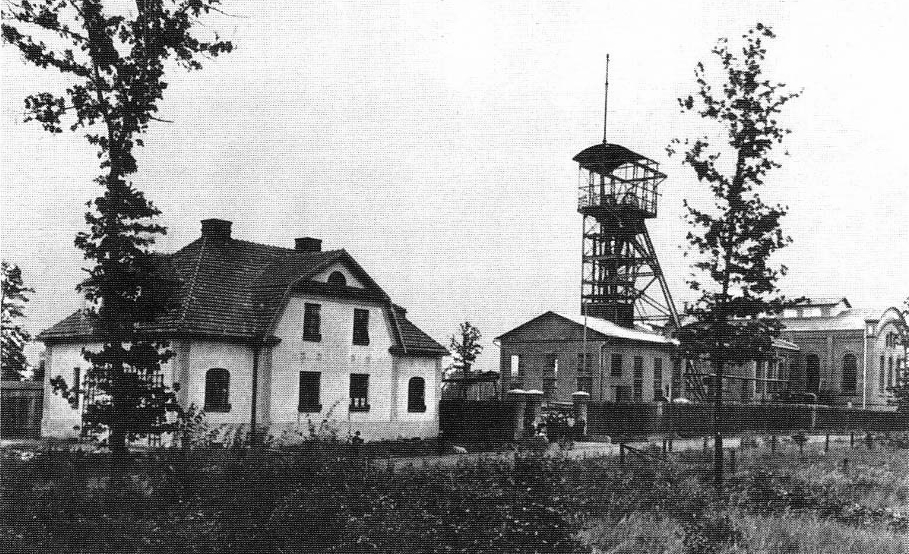
Wieża wyciągowa (nieistniejąca) i zabudowania szybu Zachodniego

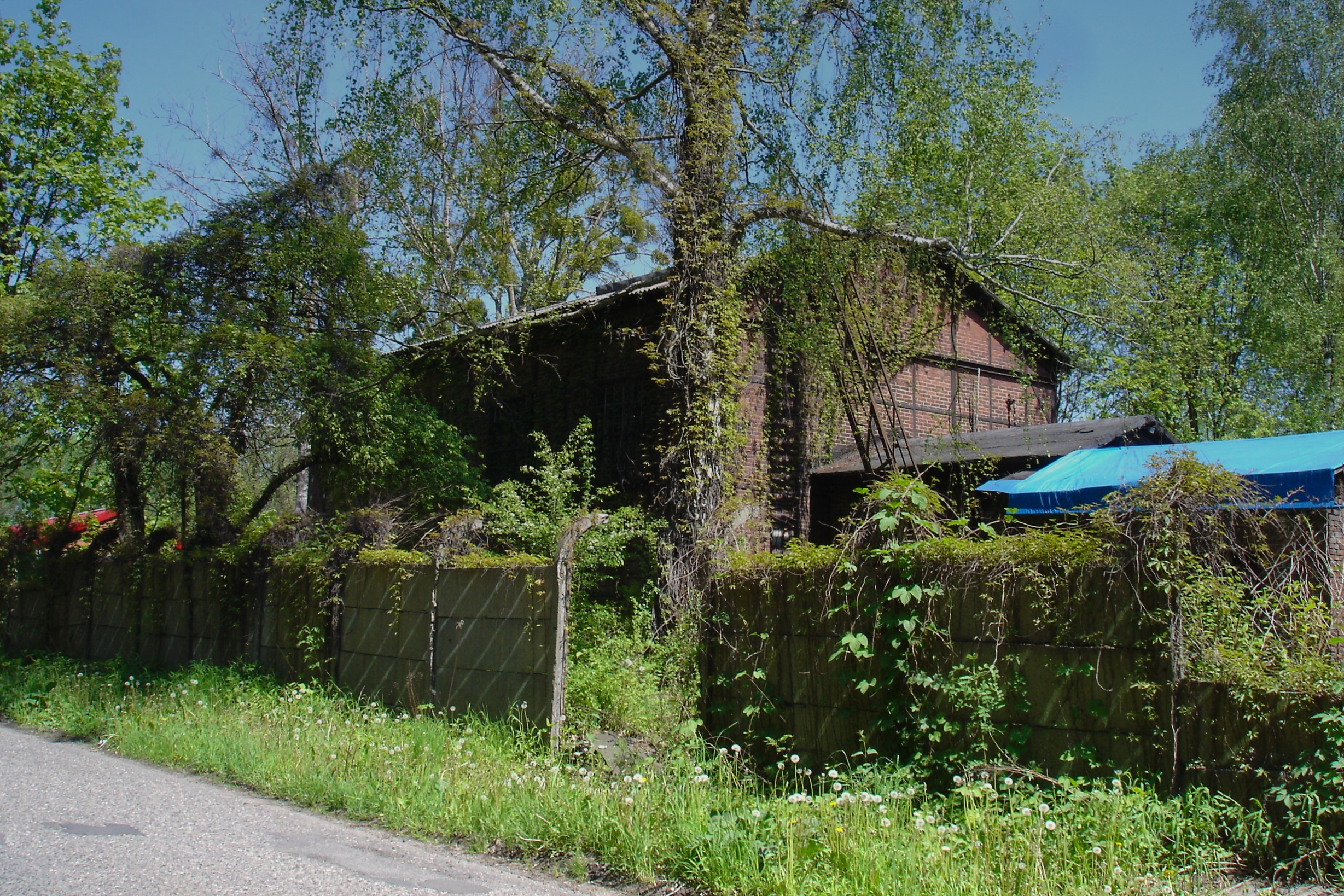
Nadszybie szybu Zachodniego (2017)

Wentylacyjny i zjazdowy szyb Zachodni kopalni węgla kamiennego Preussen, która rozpoczęła wydobycie w 1905 roku rozpoczęto głębić w 1906 roku w celu zapewnienia wentylacji północnego pola wydobywczego. 11 stycznia 1908 roku osiągnięto głębokość 122,6 metra. W 1909 roku jego drążenie do 257 metrów głębokości zostało zakończone. Przepływ powietrza pierwszym wydechowym szybem wentylacyjnym kopalni uzyskano w grudniu 1909 roku. W 1910 roku oddano do użytku budynek maszyny wyciągowej , nadszybia i dom dla pracowników dozoru. Budynki wzniesiono w stylu historyzmu, obecnie są one otoczone lasem . Zamontowano wentylator firmy Capell o wydajności 3000 m³ na minutę, oraz elektryczny kompresor o wydajności 4000 m³ na godzinę. Aby połączyć szyb z poziomem 370 m wybito pozostałe 113 metrów poprzez nadsięwłom o wielkości 2×2 metry z tegoż poziomu, prace te zakończono w 1914 roku.
Na poziomie 150 m zostało zabudowane źródło wody słodkiej, utworzone w celu awaryjnego zapewnienia wody przemysłowej dla kopalni. W lipcu 1944 roku jego wydajność wynosiła 1600 litrów na minutę; woda ta była wykorzystywana do picia, pracy kotłowni i łaźni.
W czasie II wojny światowej w barakach położonych w pobliżu szybu przetrzymywano jeńców wojennych .
W 1945 roku w barakach przy szybie zakwaterowano robotników z kopalni węgla kamiennego Flora, którzy powiększyli skład załogi kopalni Miechowice.
W 1939 roku zgłębiono szyb do poziomu 720 m.
Szyb został wyłączony z systemu wentylacyjnego kopalni w 1965 roku, co umożliwiło likwidację jego filara ochronnego; w tym samym roku uruchomiono nowy wentylacyjno-podsadzkowy szyb Ignacy.
Z oryginalnych zabudowań zachowały się: budynek maszynowni, jeden z budynków pomocniczych oraz dwa baseny. Nie przetrwała wieża wyciągowa i pobliskie budynki mieszkalne .
W pobliżu dawnych zabudowań szybu mieści się zakład murarsko-betoniarski oraz przedsiębiorstwo skupujące surowce wtórne.